# Abbaye Notre-Dame de Bon-Secours

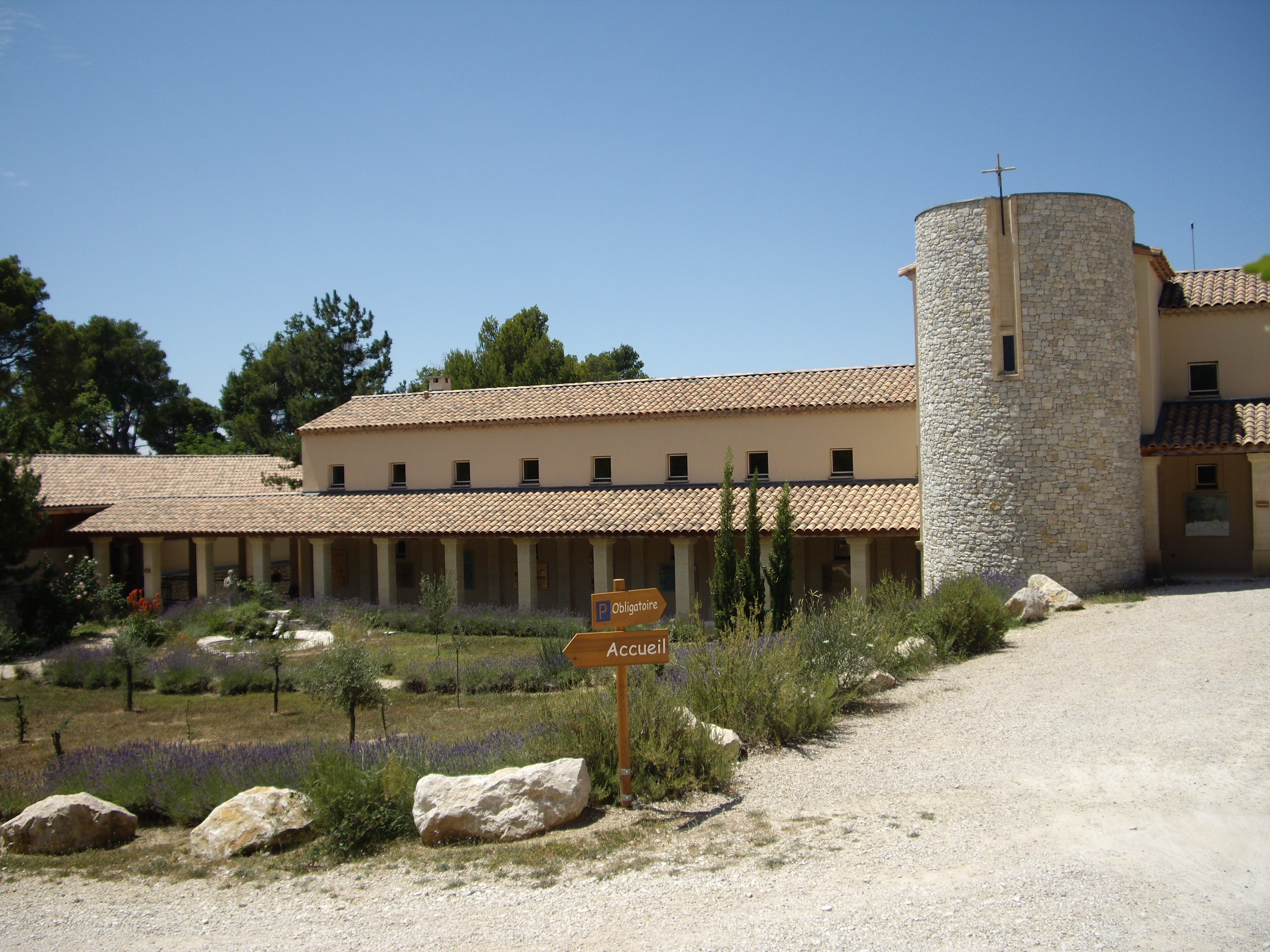
Der öffentliche Teil des Klosters

Die Abbaye Notre-Dame de Bon-Secours (auch: Abtei Blauvac; lat. Abbatia Beatae Mariae Boni Auxilii) ist ein Trappistinnen-Kloster in der Gemeinde Blauvac im Département Vaucluse in Frankreich, im Erzbistum Avignon. Die Abtei besteht seit 1991 an diesem Ort und hat heute (Stand 2009) sechzehn Nonnen und eine Laienschwester. Die Gemeinschaft verdient ihren Lebensunterhalt mit der Herstellung von Hostien.

## Klosterleben in Blauvac
Die Abtei hat einen öffentlichen Teil mit Tagungsräumen, einem kleinen Laden, in dem religiöse Literatur und Produkte verschiedener Klöster angeboten werden, sowie einem kleinen Ausstellungsraum, in dem historische Gerätschaften zur Hostienherstellung und Fotografien aus dem Arbeitsalltag der Nonnen gezeigt werden, einem Klostergarten und einer 2006 erbauten, sehr schlicht gehaltenen Klosterkirche. Die Räumlichkeiten, in denen die Hostien hergestellt werden und die Klausur sind nicht öffentlich zugänglich.

## Geschichte
Der Orden hat eine wechselvolle Geschichte mit zahlreichen Ausgründungen und Ortswechseln.
Französische Zisterzienser-Mönche aus La Trappe, die infolge der Französischen Revolution das Land verlassen mussten, gründeten in Valsainte einen Orden „strenger Observanz“, der seitdem oft Trappisten genannt wird. Bereits 1796 wird in Sembrancher im Kanton Wallis der erste entsprechende Frauenorden gegründet. Bedingt durch den Vormarsch der Revolutionstruppen müssen die Nonnen im Januar 1798 fliehen und gelangen über Lemberg, Darfeld (1800), Villardvolard (Kanton Freiburg, 1802) und Grande Riedera (1804) nach Petite Riedera (1805).
1816 kehren erste Gruppen des Ordens nach Frankreich zurück. Nach kurzen erfolglosen Versuchen, sich in Forge bei Mortagne-au-Perche und Frénouville (Département Calvados) zu etablieren, findet der Orden 1817 in Vaise (Lyon) eine herzliche Aufnahme. 1834 wird der Orden nach Maubec bei Montélimar verlegt, wo er bis 1991 verbleibt. Als die Stadt Montélimar sich an die Grenzen des Klosters ausdehnt, suchen die Nonnen eine ruhigere Umgebung und verlegen das Kloster nach Blauvac.
Äbtissin ist derzeit Mutter Anne-Emmanuelle Devêche (seit 1999).